# Dalam-iwa Goseumdochi
Tarami-wa Kosŭmdoch’i (Hangeul: 다람이와 고슴도치) ist eine Zeichentrickserie, produziert von dem nordkoreanischen Studio SEK-Trickfilmstudio. Die Serie lief von 1977 bis 2012. Tarami-wa Kosŭmdoch’i ist eine der beliebtesten Zeichentrickserien in Nordkorea. Die Zeichentrickserie wurde 2012 eingestellt.

## Inhalt
In der Serie geht um eine Stadt namens Flower Hill, die von Eichhörnchen, Igeln, Enten, Kaninchen und anderen kleinen Tieren bewohnt wird. Die Tiere leben in Frieden. Plötzlich werden sie von Mäusen, Wieseln und Wölfen angegriffen. Als Reaktion darauf werden die Hauptfiguren zu Soldaten, um ihre eindringenden Feinde zu eliminieren.

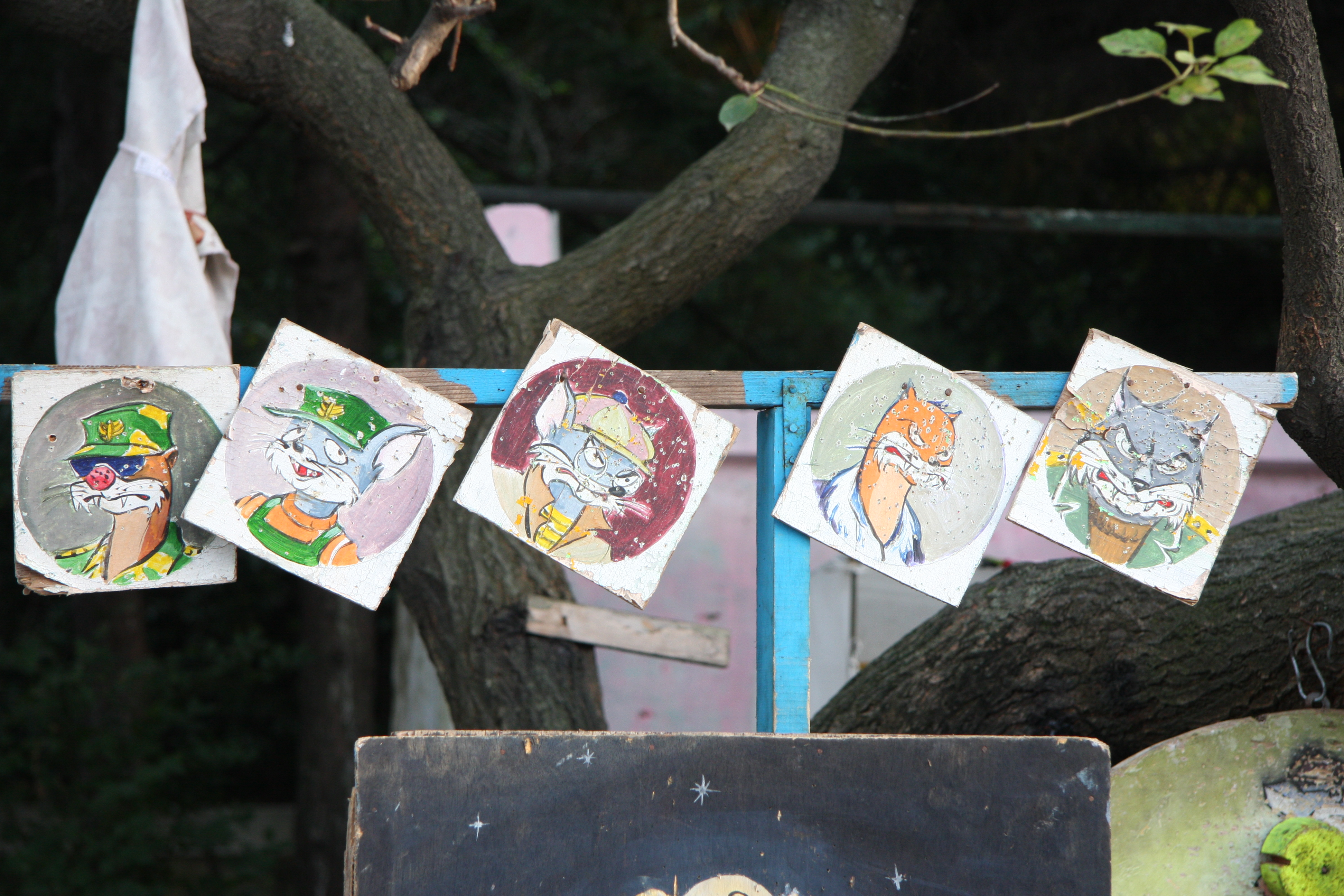
Charaktere aus der Serie

## Synchronisation
| Rolle             | Originalsprecher                                                                                             |
| ----------------- | --- |
| Geumsaegi         | Unbekannt (Folge 1–4), Won Jong-Suk (Folge 5–31), Heo Kyong-Hui (Folge 32)                                   |
| Juldarami         | Unbekannt (Folge 4), Kim Tae-Ryon (Folge 10–13, 17), Won Jong-Suk (Folge 14–15), Rim Bok-Hui (seit Folge 19) |
| Bamsaegi          | Rim Un-Yong                                                                                                  |
| Scout Goseumdochi | Unbekannt (Folge 1–4), Kwon Nyong-Ju (seit Folge 5)                                                          |
| Undochi           | Choe Hyon-Ha                                                                                                 |
| Mulmangcho        | Unbekannt (Folge 7–11), Kim Thae-Ryon (Folge 6, 12–26), Won Jong-Suk (Folge 27), Rim Bok-Hui (seit Folge 28) |

## Produktion und Veröffentlichung
Die Serie wurde vom SEK-Trickfilmstudio produziert. Regie führten Kim Jun-Ok, Kim Yong-Chol, Kim Kwang-Song, Do Chol, O Sin-Hyok, Yun Yong-Gil, Ri Sok-Hun, Ri Cholund. Die Musik komponierte Kim Myong-Hui. Für den Abspann verwendete man das Lied Ch’ŏlbyŏgŭi tongsan kkuryŏnagaja 철벽의 동산 꾸려나가자 von Kim Myong-Hui.
Die Zeichentrickserie mit 36 je 18–27 Minuten langen Folgen lief von 1977 bis 2012 auf dem Koreanischen Zentralfernsehen.

## Episoden
| No. | Originaltitel          | Regie                       | Drehbuch                    | Musik                          | Erstausstrahlung   |
| --- | ---------------------- | --------------------------- | --------------------------- | ------------------------------ | ------------------ |
| 1   | 다람이가 찾은 교훈     | Kim Jun-Ok                  | Kim Jun-Ok                  | Kim Jun-Ok, Kim Myong-Hui      | 1977               |
| 2   | 족제비네 소굴에서      | Kim Jun-Ok                  | Kim Jun-Ok                  | Kim Myong-Hui                  | 1978–1979          |
| 3   | 다람이의 복수전        | Kim Jun-Ok                  | Kim Jun-Ok                  | Kim Myong-Hui                  | 1980–1981          |
| 4   | 정찰병 금색다람이      | Kim Jun-Ok                  | Kim Jun-Ok                  | Kim Myong-Hui                  | 1982–1983          |
| 5   | 끝나지 않은 싸움       | Kim Kwang-Song              | Kim Hwa-Song, Ri Yong-Chun  | Paek In-Song                   | 8. Februar 1997    |
| 6   | 금색이가 날린 전파     | Kim Yong-Chol               | Kim Hwa-Song, Ri Yong-Chun  | Kim Myong-Hui, Han Sang-Chol   | 29. September 1997 |
| 7   | 독거미굴의 비밀        | Kim Yong-Chol               | Kim Hwa-Song, Ri Yeong-Chun | Kim Myong-Hui, Ham Chol        | 13. Dezember 1997  |
| 8   | 돌산으로 날아간 특사   | Kim Yong-Chol               | Kim Hwa-Song, Ri Yong-Chun  | Kim Myong-Hui, Ham Chol        | 21. März 1998      |
| 9   | 고슴도치의 위훈        | Kim Yong-Chol               | Kim Hwa-Song, Ri Yong-Chun  | Kim Myong-Hui, Ham Chol        | 12. Juni 1998      |
| 10  | 돌산에서의 결전        | Kim Yong-Chol               | Kim Hwa-Song, Ri Yong-Chun  | Kim Myong-Hui, Ham Chol        | 1. September 1998  |
| 11  | 검은 열쇠              | Kim Yong-Chol               | Kim Hwa-Song, Ri Yong-Chun  | Kim Myong-Hui, Ham Chol        | 30. Oktober 1998   |
| 12  | 위험한 적수            | Kim Yong-Chol               | Kim Hwa-Song, Ri Yong-Chun  | Kim Myong-Hui, Ham Chol        | 23. Dezember 1998  |
| 13  | 비밀문건               | Kim Yong-Chol               | Kim Hwa-Song, Ri Yong-Chun  | Kim Myong-Hui, Ham Chol        | 2. Februar 1999    |
| 14  | 적후에서의 한순간      | Kim Kwang-Song              | Kim Hwa-Song, Ri Yong-Chun  | Kim Myong-Hui, Ham Chol        | 9. Juni 1999       |
| 15  | 흰눈작전               | Kim Kwang-Song, Do Chol     | Kim Hwa-Song, Ri Yong-Chun  | Kim Myong-Hui, Ham Chol        | 3. Juli 1999       |
| 16  | 흰눈작전은 계속 된다   | Kim Yong-Chol               | Kim Hwa-Song, Ri Yong-Chun  | Kim Myong-Hui, Ham Chol        | 18. September 1999 |
| 17  | <방울꽃>은 보고한다    | Do Chol, Kim Yong-Chol      | Kim Hwa-Song, Ri Yong-Chun  | Kim Myong-Hui, Ham Chol        | 20. September 2000 |
| 18  | 파도를 헤치고          | O Sin-Hyok                  | Kim Hwa-Song                | Kim Myong-Hui, Ham Chol        | 30. November 2000  |
| 19  | 무서운 음모            | Kim Yong-Chol, Yun Yong-Gil | Ri Yong-Chun                | Kim Myong-Hee, Ham Chol        | 1. April 2001      |
| 20  | 밤하늘에 울린 폭음     | Kim Yong-Chol, Ri Sok-Hun   | Kim Hwa-Song, Ri Yong-Chun  | Kim Myong-Hui, Ham Chol        | 25. November 2001  |
| 21  | 원수는 살아있다        | O Sin-Hyok                  | Kim Hwa-Song, Ri Yong-Chun  | Kim Myong-Hui, Ham Chol        | 25. Juni 2002      |
| 22  | 보석목걸이를 찾아서    | Yun Yong-Gil                | Kim Hwa-Song, Ri Yong-Chun  | Kim Myong-Hui, Ham Chol        | 24. Dezember 2002  |
| 23  | 철갑상어 기지에서      | Yun Yong-Gil                | Kim Hwa-Song, Ri Yong-Chun  | Kim Myong-Hui, Ham Chol        | 5. Mai 2003        |
| 24  | 위험을 맞받아          | O Sin-Hyok, Gye Hun         | Kim Hwa-Song, Ri Yong-Chun  | Kim Myong-Hui, Ham Chol        | 10. Juli 2003      |
| 25  | 벼락작전               | Yun Yong-Gil                | Kim Hwa-Song, Ri Yong-Chun  | Kim Myong-Hui, Ham Chol        | 28. November 2004  |
| 26  | 불길속의 방울꽃        | O Sin-Hyok                  | Kim Hwa-Song, Ri Yong-Chun  | Kim Myong-Hui, Ham Chol        | 2. Januar 2005     |
| 27  | <올가미> 작전          | O Sin-Hyok                  | Choe In-Song                | Kim Myong-Hui, Ham Chol        | 27. Dezember 2006  |
| 28  | 두더지 박사의 비밀문건 | O Sin-Hyok                  | Kim Hwa-Song                | Kim Myong-Hui, Ham Chol        | 1. Januar 2008     |
| 29  | 흰 족제비 소굴에서     | O Sin-Hyok                  | Kim Hwa-Song                | Kim Myong-Hui, Ham Chol        | 25. August 2008    |
| 30  | 원수를 맞받아          | Ri Chol                     | Choe In-Song                | Kim Myong-Hui, Ham Chol        | 17. Oktober 2010   |
| 31  | 승냥이 소굴에로        | Ri Chol                     | Choe In-Song                | Kim Myong-Hui, Ham Chol        | 17. Februar 2011   |
| 32  | 원수는 간악하다        | Ri Chol                     | Choe In-Song                | Kim Myong-Hui, Jong Pyong-Chol | 6. Juni 2012       |

## Interpretation
Unter den Kritikern wird spekuliert, dass die Eichhörnchen und Igel die Nordkoreaner sind, die Mäuse die Südkoreaner, Wiesel die Japaner und Wölfe die Amerikaner, was mit dem politischen Umfeld des Landes übereinstimmt.